# Síndrome de Jerusalén

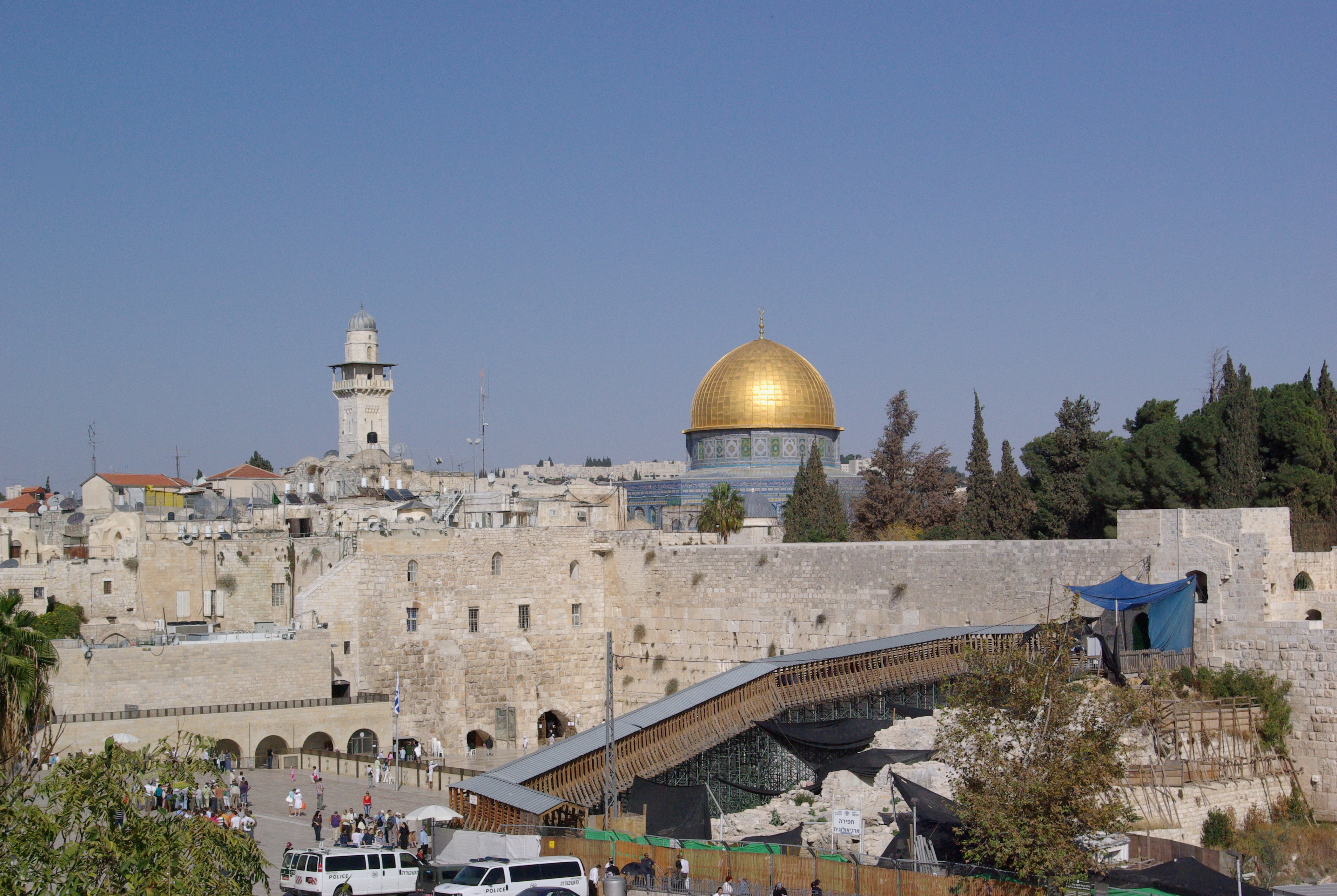
Muro de las Lamentaciones y la Cúpula de la Roca de la mezquita de Al-Aqsa, en Jerusalén.

El síndrome de Jerusalén es una enfermedad psíquica que afecta a un turista o un habitante de Jerusalén. La enfermedad tiene el carácter de una psicosis y se exterioriza con signos de delirios: el afectado se identifica completamente con un personaje de la historia sagrada del Antiguo o del Nuevo Testamento y actúa como tal.
El síndrome de Jerusalén se ha considerado anteriormente como una forma de histeria, denominada "fièvre Jérusalemienne". Fue descrito clínicamente por primera vez en la década de 1930 por el psiquiatra de Jerusalén Heinz Hermann, uno de los fundadores de la investigación psiquiátrica moderna en Israel.